# Stenopsyche dubia
Stenopsyche dubia är en nattsländeart som beskrevs av Schmid 1965. Stenopsyche dubia ingår i släktet Stenopsyche och familjen Stenopsychidae. Inga underarter finns listade i Catalogue of Life.